# Mediolanum (Milánó)
Mediolanum ókori település Itália északi részén, eredetileg Etruria kelták által lakott részén. Jelentős településsé vált kedvező földrajzi fekvése miatt, a 4. században több római császár székhelye is volt. Mediolanum folytonosan lakott település volt az alapításától kezdve, azonos a mai Milánóval.

## Történelme
A várost a kelták egyik törzse, az insuberek alapították az i.e. 6. században. A 19. században végzett régészeti kutatások szerint a mai város elődje egy kis falucska lehetett. A hagyományok szerint, melyekről Titus Livius római történetíró is említést tett feljegyzéseiben, a várost Belloveso gall fejedelem alapította a Pó-síkságának közepén, Etruriában, miután elűzte az ott élő etruszk őslakosokat. A város földrajzi fekvése – a síkság közepén, fontos kereskedelmi útvonalak kereszteződésében – ihlette meg a névválasztást is: Mediolanum (azaz utak kereszteződése). Ez a név gyakori volt Galliában, többek között Moiliens, Meuliens és Miolan települések neve is ebből eredeztethető.
A város nevéhez egy legenda is fűződik. E szerint Belloveso álmában azon a helyen, amelyet az istenek megjelöltek számára városalapításra, egy mellső testrészén gyapjas vaddisznó kocát látott: scrofa semilanuta. A gall vezér ekkor eldöntötte, hogy az új várost Mediolanumnak nevezi el (semilanuta = medio-lanae, azaz félig gyapjas). A vaddisznó a 4. századig a város jelképe volt.
Milánó alapításakor a hely kiválasztását illetően több elmélet is létezik:
1. A város a Fontanilli-vonal mentén fekszik, az alpesi hegylábfelszín (dombvidék) és a Pó-síkságának határán. Valószínűleg egy földnyelven alakult ki, mely védve volt a Pó áradásaitól.
2. Az archeoasztronómiai elméletek szerint egy kelta szentély körül épült ki, amely valószínűleg a mai Piazza della Scala területén állt.
3. Valószínűleg erről a szentélyről tett említést Polübiosz görög történetíró is, amikor beszámolt Mediolanumról. A város két folyó, a Seveso és Nirone összefolyásánál épült ki a könnyebb védhetőség érdekében.[1]

Tény azonban, hogy a város központja mindig is a mai Piazza del Duomo által meghatározott területen volt. Polübiosz szerint a gall városban Belisama szentélye állt, akit a rómaiak később Minervával azonosítottak. Ugyancsak a történetíró említi meg, hogy ebben a szentélyben őrizték az insuberek háborús ereklyéit is.

### A rómaiak fennhatósága alatt

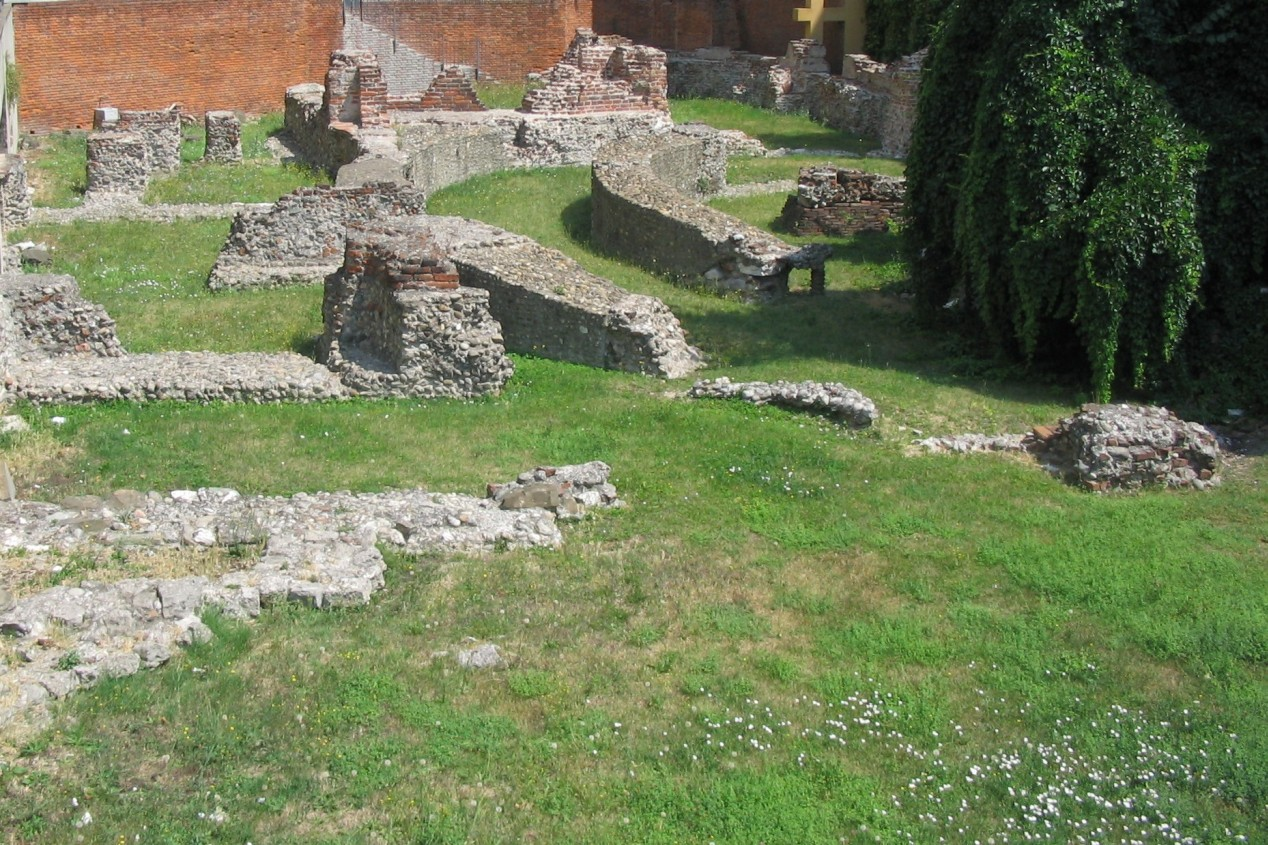
A mediolanumi császári palota romjai

A rómaiak i. e. 225-ben jelentek meg először Mediolanum környékén, majd Gnaeus Cornelius Scipio Calvo és Marcus Claudius Marcellus vezetésével i. e. 222-ben el is foglalták. A rómaiak terjeszkedésének fő akadálya Hannibál volt, aki karthágói seregeinek élén i. e. 218-ban átkelt az Alpokon, és a Ticino folyó mellett fényes győzelmet aratott. A második pun háború azonban a rómaiak győzelmével ért véget, így i. e. 201-ben sikerült ellenőrzésük alá vonniuk Gallia Cisalpinát (az Alpokon inneni Galliát), és az őslakos keltákat pedig lassanként beolvasztották saját népükbe. A romanizálódás i. e. 88-tól kezdve, Julius Caesar uralkodása alatt vált intenzívvé, amikor Mediolanum és a szomszédos észak-itáliai települések, Brixia (Brescia), Bergomum (Bergamo) és Comum (Como) is római coloniákká váltak (Lex Pompeia de Gallia Citeriore).
Julius Caesar gall háborúinak idején (i. e. 58 – i. e. 50) Mediolanum stratégiai fontosságú állomás volt, ennek köszönhetően a város gazdasági élete is fellendült. I. e. 49-ben municipium civium romanorum rangot kapott.
Mivel a provincia a Római Birodalom határvidékén feküdt, területére többször is betörtek kimber és teuton törzsek, így 102-ben is, azonban a város sikerrel ellenállt az ostromnak. 260-ban Gallienus császár seregei egy nagy alemann sereget vertek vissza Mediolanum falai alól. Aurelianus császár közigazgatási reformjainak életbelépése után Aemilia et Liguria provincia székhelye lett, ugyanakkor a városban székelt az a császári megbízott, aki a birodalom nyugati határainak védelméért volt a felelős. Ebben az időszakban számos nagyszabású építkezés zajlott a városban, többek között ekkor épült fel a 155×125 m-es, ellipszis alakú amfiteátrum, melynek ma csak a romjai láthatók.
Miután I. Theodosius felosztotta a birodalmat, Mediolanum lett a Nyugatrómai Birodalom székhelye. Ebben az időszakban épült fel a város második védvonala, melynek romjai (elsősorban kapui) napjainkban is láthatók.  A nyugatrómai császár, Maximianus, számos új épületet emeltetett a városban: termákat, színházakat stb.
Itt adta ki 313-ban Nagy Konstantin az úgynevezett mediolanumi ediktumot, ami a keresztény vallás elismerését jelentette. 375-ben Ambrosius (Szent Ambrus) lett Mediolanum püspöke, ő alatta vált a város a keresztény világ egyik legjelentősebb püspöki székhelyévé. Halála után (397) Mediolanum megőrizte hírnevét, többek között Hippói Szent Ágoston tevékenységének köszönhetően, akit 387-ben itt kereszteltek meg, és aki vallásfilozófiai műveiben nem egyszer kitért a város pompájára.